# Pavetta longiflora
Pavetta longiflora är en måreväxtart som beskrevs av Vahl. Pavetta longiflora ingår i släktet Pavetta och familjen måreväxter. Inga underarter finns listade i Catalogue of Life.